# Eliasz Zygmunt Suchodolski
Eliasz (Heliasz) Zygmunt Suchodolski herbu Jastrzębiec odmienny (zm. 4 lipca 1651 roku) – podstarości mścisławski w latach 1644–1645, cześnik mścisławski w latach 1635–1651.
Był elektorem Jana II Kazimierza Wazy w 1648 roku z województwa mścisławskiego.